# Confine tra Repubblica Democratica del Congo e Uganda
Il confine tra la Repubblica Democratica del Congo e l'Uganda ha una lunghezza di 877 km e va dal triplice confine con il Sudan del Sud al triplice confine con il Ruanda.

## Descrizione
Il confine si estende in direzione nord-sud alternandosi tra due sezioni terrestri e due sezioni lacustri. Il tracciato parte da nord dal triplice confine con il Sudan del Sud fino al Lago Alberto, per poi proseguire lungo la parte lacustre di questo lago per circa 160 km; riprende poi la seconda sezione terrestre percorrendo inizialmente il fiume Semliki, i Monti Ruwenzori e i dintorni del Monte Stanley. Nella sua parte finale il confine prosegue sul Lago Edoardo e attraverso la seconda sezione terrestre arriva al triplice confine con il Ruanda sul monte Sabyinyo.

## Storia
Il confine emerse per la prima volta durante la Spartizione dell'Africa, in un periodo di intensa competizione tra le potenze europee nel tardo XIX secolo per il controllo dei territori africani. ll processo culminò nella Conferenza di Berlino del 1884, la quale riconobbe al re Leopoldo II del Belgio, che aveva sponsorizzato varie esplorazioni nella regione con il pretesto dell'umanitarismo, il titolo di capo di Stato sovrano dell'Associazione internazionale del Congo, divenuto in seguito Stato Libero del Congo. Nell'area adiacente all'attuale territorio dell'Uganda, nel 1890, un accordo anglo-tedesco stabilì le rispettive sfere di influenza a nord e sud del 1º parallelo di latitudine sud tra la sponda orientale del Lago Vittoria e il 30º meridiano est.

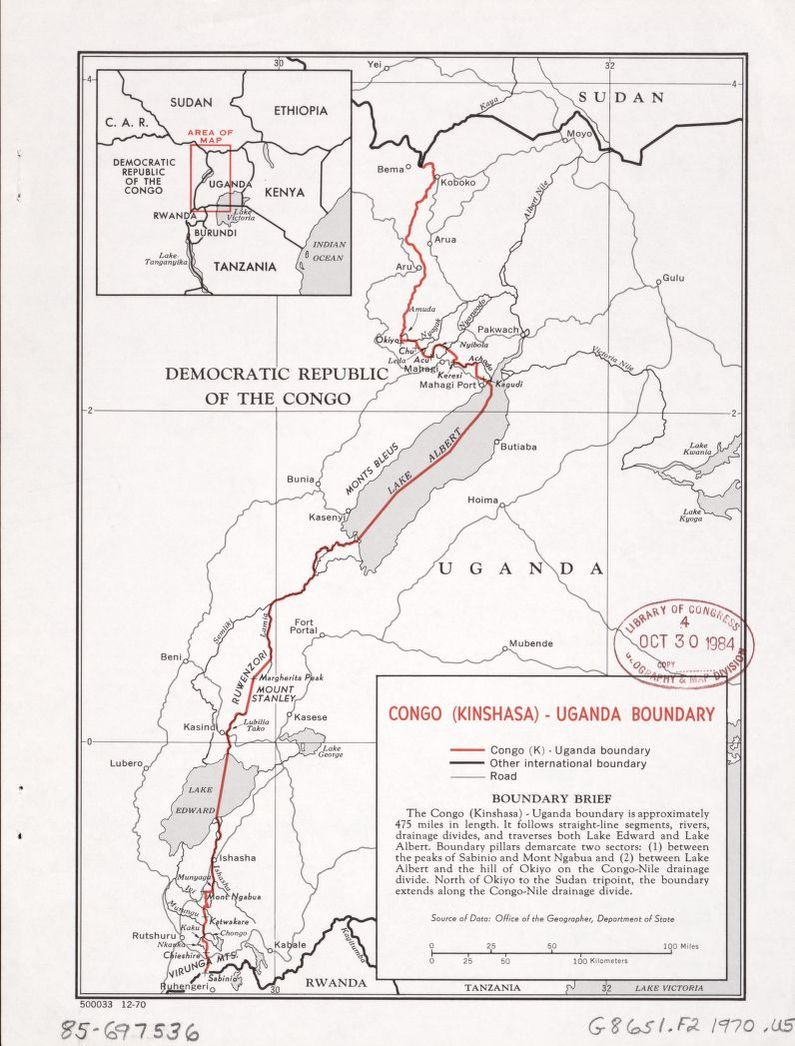
Mappa del confine Rep. del Congo-Uganda

Una prima delimitazione del confine congo-ugandese risale al 12 maggio 1894, quando il Regno Unito e il re Leopoldo firmarono un accordo per stabilire le proprie sfere di influenza in Africa orientale e centrale. A causa dell'influenza e dell'interesse francese nell'Africa centrale, il re Leopoldo occupò tra i territori britannici "in affitto", un'area conosciuta come enclave di Lado, così chiamata perché comprendeva il porto fluviale di Lado nell'area di Bahr al-Jabal, a circa 10 miglia a nord di Juba. Dodici anni dopo, l'affitto di questo territorio concesso dal Regno Unito fu annullato da un accordo tra i britannici e lo Stato Libero del Congo il 9 maggio 1906. Tuttavia, il re Leopoldo ottenne il permesso di continuare l'occupazione dell'enclave durante il suo regno sotto gli stessi termini allora in vigore.
Nel frattempo il governo britannico dichiarò un protettorato sul Regno di Buganda, situato a nord e ad ovest del Lago Vittoria, il 18 giugno 1894. Gradualmente il Regno Unito estese i diritti di protettorato alle aree adiacenti al regno, e il nome Uganda entrò in uso per l'intera zona.
Durante il periodo 1906–1918, venne organizzata una commissione congo-ugandese per mappare l'area dell'attuale confine Congo-Uganda, posto tra il Monte Ngabua a sud del Lago Edoardo e il fiume Semlike che inizia il suo corso dal Lago Alberto.
L'amministrazione dello Stato libero del Congo venne rilevata dal governo belga nel 1908 in seguito alle controversie suscitate dalle atrocità commesse dalle forze di Leopoldo II.

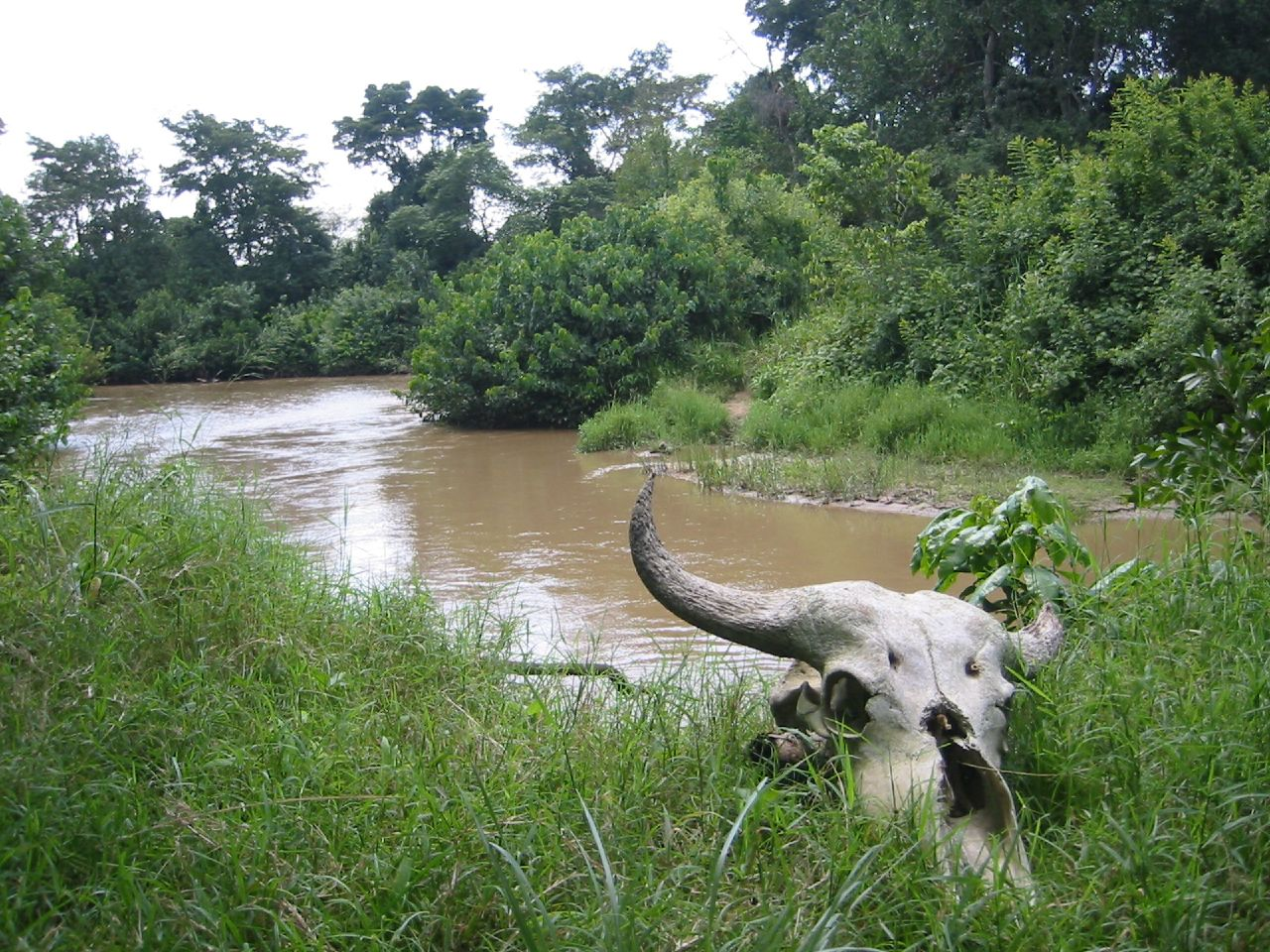
Una parte della frontiera congo-ugandese

Nel 1910 una conferenza anglo-belga-tedesca tenutasi a Bruxelles raggiunse l'accordo che il monte Sabyinyo sarebbe stato il triplice confine dei rispettivi territori dell'Uganda, del Congo belga e dell'Africa orientale, e portò a trattati bilaterali tra i partecipanti. L'accordo anglo-belga del 14 maggio 1910 delimitò un confine a nord da Sabyinyo fino alla divisione dello spartiacque Congo-Nilo a nord-ovest del lago Alberto e furono effettuati vari scambi territoriali tra il Congo belga e l'Uganda. In conformità con i termini dell'accordo anglo-belga del 12 maggio 1894, dopo la fine del regno di re Leopoldo II, terminò l'occupazione belga dell'Enclave di Lado e l'amministrazione del territorio fu trasferita al Sudan anglo-egiziano il 16 giugno 1910. Il 4 maggio 1911 fu sottoscritto un protocollo anglo-belga relativo alla demarcazione del confine e all'erezione di dodici pilastri tra Sabyinyo e Nkabwa.
Nel 1913 il confine fu delimitato sul terreno da una commissione anglo–belga; lo stesso anno una commissione sudanese-ugandese stabilì un confine comune tra il Sudan e l'Uganda a ovest del triplice confine con il Congo belga.
Il 1º gennaio 1914 furono effettuati considerevoli trasferimenti di territorio a sud e nord della linea stabilita della commissione sudanese-ugandese del 1913: a ovest della regione di Bahr al Jabal, il Sudan anglo-egiziano trasferì in Uganda la parte meridionale dell'ex enclave di Lado; a est del Bahr al Jabal il protettorato dell'Uganda trasferì al Sudan anglo-egiziano un'area compresa tra 5º parallelo est fino al confine con l'Etiopia. 
Un accordo finale anglo-belga del 3 febbraio 1915, riconobbe ufficialmente i confini comuni e i trasferimenti territoriali del 1910 tra il Congo Belga e l'Uganda trasferendo una parte sud-orientale di un'area conosciuta come "Striscia di Mahagi" al Congo Belga, consentendo l'accesso diretto attraverso il territorio congolese al porto di Mahagi sul lago Alberto.
In seguito alla decolonizzazione il Congo Belga ottenne l'indipendenza (come Repubblica del Congo, in seguito ribattezzata Repubblica Democratica del Congo) il 30 giugno 1960, seguito dall'Uganda nel 1962. Da allora il confine divenne internazionale tra due stati sovrani.

## Dispute territoriali
I capi degli stati dei Grandi Laghi e delle Nazioni Unite si sono impegnati nel 2004 a ridurre i combattimenti tra gruppi tribali, ribelli e milizie nella regione, compreso il nord-est del Congo, dove sono presenti i caschi blu in uniforme della Missione dell'Organizzazione delle Nazioni Unite nella Repubblica Democratica del Congo (MONUSCO), organizzata nel 1999. I membri delle forze dell'Esercito di Resistenza del Signore dell'Uganda continuano a cercare rifugio nel Parco Nazionale Garamba in Congo mentre si evolvono i colloqui di pace con il governo uganese. L'ubicazione del confine nell'ampio fiume Congo con la Repubblica del Congo è indefinita ad eccezione dell'area Pool Malebo/Stanley Pool.
A partire dal 2007, la Repubblica Democratica del Congo e l'Uganda sono coinvolti in una disputa territoriale sull'isola di Rukwanzi, posta sul lato meridionale del lago Alberto. La controversia è sorta dopo la scoperta di ingenti giacimenti petroliferi vicino ai fondali dell'isola. L'area è occupata dall'esercito congolese; è stata richiesta una demarcazione del confine come parte di un accordo bilaterale ma non sono stati compiuti progressi reali.

## Insediamenti vicino al confine

### Repubblica Democratica del Congo
- Bunagana
- Busengo
- Kasandi

### Uganda
- Bujerere
- Bunagana
- Busengo
- Goli
- Ishasha
- Mpondwe
- Paidha
- Vurra